# Самійло Савицький
Самі́йло Сави́цький (Савенко) (? — квітень 1674) — державний діяч доби Гетьманщини, дипломат. Генеральний писар реґіменту лівобережного гетьмана Якима Сомка.

## Походження
Шляхтич. Міг бути нащадком старовинного підляського лицарського роду Савицьких із села Савиць поблизу Дорогичина. Інша можлива версія — належність до роду любецьких бояр Савицьких-Савичів-Савенків.

## Життєпис
Брав участь у Визвольній війні Богдана Хмельницького. Вперше згаданий у Реєстрі 1649 як сотенний писар Остерської сотні Переяславського полку.
Можливо, якийсь час обіймав уряд полкового писаря. Після ради у Переяславі у 1660 році опинився в оточенні Якима Сомка. Виконував дипломатичні доручення наказного гетьмана: навесні 1661 у складі посольства їздив у Москву. Після чорної ради в Ніжині у 1663 заарештований за наказом Івана Брюховецького. Висланий у Москву, далі — в Єнісейськ. У документах 1663 згадується як «писар Сомка». Точний час його урядування як генерального писаря невідомий, можливо, він ділив посаду з Михайлом Вуяхевичем.
Згаданий у відписці царю воєводи Григорія Ромодановського від 27 січня 1669 поруч з іншими невільниками, що перебували на засланні. Звільнений царським указом від 21 липня 1670 за клопотанням гетьмана Дем'яна Ігнатовича.
У квітні 1672 був посланцем до Москви від козацької старшини. Після ради у Козачій Діброві став «гетьманським дворянином» у Івана Самойловича. Виконував дипломатичні завдання. У квітні 1674 відправлений до Немирова на перемови з могилівським полковником Остафієм Гоголем. За наказом останнього страчений, про що Самойлович писав у листі Олексію Михайловичу 18 травня:
| Гоголь, полковник бывшей могилевской, оставя к вашему велечеству свои склонности, замучил насмерть мучительски невинно посланного нашего Самойла Завицкого, радича, за имя ваше государское против его стоящего.[3] |

## Можливі родичі
Можливий родич (син ?) тезко Самійло Савицький у 1682 був компанійським сотником, пізніше — «гетьманським дворянином», активним учасником Коломацького перевороту 1687. У 1700 був бахмацьким сотником Ніжинського полку. Деякими дослідниками помилково ототожнюється з колишнім писарем.